# 법무법인 바른
법무법인(유) 바른은 대한민국 대형 법무법인 중 하나이다. 1998년 4월 변호사 4명(강훈·홍지욱·김재호·김찬진)으로 출발하여 22년 기준 243명의 변호사가 함께하고 있다.  

## 개요
법무법인(유한) 바른은 1998년4월 강훈, 김재호, 홍지욱 등 판사 출신 세 사람과 김찬진 전 검사 총 네 사람이 설립했다. 이후 법원에서 조중한 서울고법 부장판사, 고 정귀호 대법관, 김동건 서울고등법원장, 최종영 대법원장, 박재윤 박일환 대법관, 강병섭 서울중앙지법원장, 김용균 서울가정법원장 등이, 검찰에서 정동기 문성우 대검차장, 한명관 서울동부지검장, 정동민 서울서부지검장 등이 잇따라 바른을 선택했다. 법원 검찰에서 경험을 쌓은 역량 있는 변호사들이 지속영입 되면서 자연스레 ‘전관 로펌’이라는 이미지가 만들어졌다. 한경비즈니스와 한국사내변호사회가 공동 선정한 '2020 대한민국 베스트 로펌' 조사 결과에서 8위를 차지하였다.
판·검사 출신 변호사를 주축으로 성장한 로펌 바른은 시장에서 ‘송무(소송)를 잘하는 로펌’으로 평가 받는다. 송무 경쟁력을 재는 척도 중 하나가 대법원 파기 환송심이다. 최근5년(2011~2015)간 바른이 수임한 대법원 상고심 1,076건 중 파기 사건은 128건(12%)이다. 이는 대법원 상고심 평균 파기비율을 두 배 이상 상회하는 수치다. 바른이 소송에서 두각을 나타낸 것은 ‘오랜 기간 소송 실무를 경험한 판사 검사 출신 변호사들이 대거 포진한 때문’이며, ‘송무 경험이 많은 변호사는 쟁점을 빨리 파악하고 향후 발생할 분쟁에 대한 예측력이 뛰어나기 때문에 자문업무에서도 좋은 성과로 이어진다’는 것이 바른의 주장이다.
로펌 바른은 송무 경쟁력을 바탕으로 자문분야 역량을 지속적으로 키워온 것은 물론, 틈새시장 개척에도 열심이다. 시대흐름에 발맞춘 이슈진단과 통합솔루션을 기대하는 법률시장의 새로운 니즈에 부응해 ‘상속신탁팀’ ‘공직선거대응팀’ ‘입법지원컨설팅팀’ ‘컴플라이언스지원팀’ ‘방위사업팀’ ‘조세수사팀’ 등을 운용하고 있다. 2017년엔 싱가폴 현지 로펌(QWP)에 ‘코리아데스크’ 형태로 진출해 해외시장개척에 나섰다.

## 수임 사건
- 가습기살균제 사건에서 피해자들을 대리해 합의를 이끌어냄
- 폭스바겐 아우디 ‘배출가스조작’ 및 벤츠 BMW 포르쉐 아우디 ‘요소수 담합’ 사건에서 피해자 대리해 단체소송 진행중
- 공정위가 경인운하입찰에서 건설사들이 담합했다며, 991억원 과징금 부과 및 검찰고발 사건에서SK건설 대리해 전부 취소 판결 받아냄
- ‘선박왕’ 조세포탈 형사사건 대부분 무죄 확정
- 태백관광개발공사 ‘오투리조트’ 민영화를 위한 매각 및 기업회생 인가 수행
- ‘특가법상 배임 횡령 있었더라도 ‘합리적 경영판단’이면 처벌할 수 없다’ 낫소 전 대표이사에 대한 배임횡령 사건 무죄 이끌어냄
- 김광수 전 금융정보분석원장 수뢰혐의 무죄 확정 판결 받아냄
- 시각장애인단체 대리해 ‘시각장애인만 안마사 자격 허용은 합헌’ 헌재 결정 이끌어내

## 기타
이명박 정부 들어서 법무법인 바른 출신들이 주목받았다고 한다. 김동건 정부공직자윤리위원회 위원장, 정동기 청와대 민정수석, 강훈 법무비서관, 권영세 한나라당 사무총장, 이영애 자유선진당 최고위원(의원) 등이 이 로펌 출신이다. 그 중 강훈, 정동기 변호사는 이명박 전 대통령의 변호를 위해 바른을 퇴사하였다.